# ويليام دوزير
ويليام دوزير (بالإنجليزية: William Dozier)‏ هو منتج أفلام وممثل أمريكي، ولد في 13 فبراير 1908 بأوماها في الولايات المتحدة، وتوفي في 23 أبريل 1991 بسانتا مونيكا في الولايات المتحدة بسبب سكتة.

## أعمال

### أفلام
- (1966) باتمان

### مسلسلات
- باتمان

## وصلات خارجية
- ويليام دوزير على موقع IMDb (الإنجليزية)
- ويليام دوزير على موقع ألو سيني (الفرنسية)
- ويليام دوزير على موقع أول موفي (الإنجليزية)
- ويليام دوزير على موقع قاعدة بيانات برودواي على الإنترنت (الإنجليزية)
- ويليام دوزير على موقع قاعدة بيانات الأفلام السويدية (السويدية)
- ويليام دوزير على موقع ديسكوغز (الإنجليزية)
- ويليام دوزير على موقع قاعدة بيانات الفيلم (الإنجليزية)
- ويليام دوزير على موقع كينوبويسك (الروسية)